# Corrent d'Islàndia Oriental
El Corrent d'Islàndia Oriental (Acrònim anglès EIC) és un corrent oceànic d'aigua freda que es forma a l'est de Groenlàndia a 72°N, 11°W com a branca del Corrent de Groenlàndia Oriental que fusiona amb el Corrent d'Irminger fluint cap al sud fins que topa el sector nord-est d'Islàndia. Ràpidament rota en un sentit antihorari i flueix cap a l'est al llarg de la Dorsal Islàndia-Faeroe abans de girar al nord i incorporar-se al Mar de Noruega. L'EIC flueix a un índex mitjà de 6 centímetres per segon, amb una velocitat màxima de 10 centímetres per segon, la qual cosa ocorre quan el corrent gira cap a l'est.

## El Front Islàndia-Faeroe

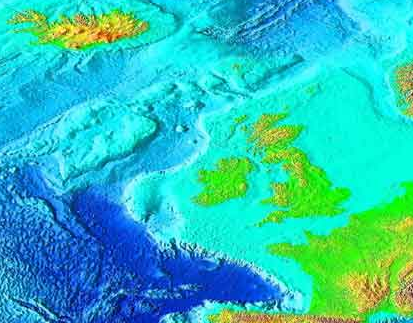
Topografia submarina del l'Atlàntic Nord.

A mesura que el corrent avança cap al sud al llarg de la vora oriental d'Islàndia, l'EIC mínimament dens es posa en contacte amb l'aigua atlàntica, densa, que puja cap al nord. Quan xoquen, les seves diferents densitats impedeixen que es barregin, de manera que es mouen cap a l'est al llarg de la Dorsal d'Islàndia-Faeroe que connecta ambdues masses litosfèriques de les illes. La serralada submarina també evita la barreja de les masses d'aigua, ja que es troba a 500 metres de la superfície en el punt més baix, i produeix el front Islàndia-Faeroe. Un perfil subsuperficial mostra que la part frontal es localitza gairebé directament a la part superior de la cresta i no es desplaça a grans distàncies. La cresta és bastant irregular, fent que el corrent tingui petites extrusions que segueixen la batimetria del fons marí cap a l'aigua atlàntica. Aquestes extrusions són més pronunciades a menys de 100 metres de la superfície, però poden produir-se fins a 400 metres de fondària. Una vegada que l'EIC comença a virar al nord, el front quedarà a la vora occidental del corrent, assegurant així que no hi ha mescla de les aigües Àrtiques i Atlàntiques. El front pot moure's cap a l'est i cap a l'oest, depenent en el volum d'aigua que l'EIC transporta.